# Вертрегт (лунный кратер)
Кратер Вертрегт (лат. Vertregt) — древний большой ударный кратер на обратной стороне Луны. Название присвоено в честь голландского астронома Маринуса Вертрегта (1897—1973) и утверждено Международным астрономическим союзом в 1979 г. Образование кратера относится к донектарскому периоду.

## Описание кратера
Ближайшими соседями кратера являются большой кратер Цвикки на северо-западе; большой кратер Эйткен, примыкающий к кратеру Вертрегт на севере; крупный кратер Бергстранд на северо-востоке; крупный кратер Нассау на юго-востоке; огромный кратер Ван де Грааф на юге и большой кратер Парацельс на юго-западе. Селенографические координаты центра кратера: 19°18′ ю. ш. 171°07′ в. д. / 19,3° ю. ш. 171,12° в. д., диаметр 172,8 км, глубина 3,04 км.
За время своего существования кратер сильно разрушен многочисленными импактами, сохранились лишь отдельные участки вала. Наиболее сохранилась северо-западная часть вала. Высота вала кратера над окружающей местностью — 1900 м. Дно чаши кратера неровное, покрыто множеством хребтов, в чаше располагаются сателлитные кратеры Вертрегт K и Вертрегт L (см.ниже). От южной части хратера в направлении кратера Ван де Грааф отходит широкий хребет. На юго-востоке от сателлитного кратера Вертрегт K находится концентрический кратер.

## Сателлитные кратеры
| Вертрегт | Координаты                                              | Диаметр, км |
| -------- | ------------------------------------------------------- | ----------- |
| J        | 21°26′ ю. ш. 174°20′ в. д. / 21,43° ю. ш. 174,33° в. д. | 15,8        |
| K        | 20°02′ ю. ш. 172°02′ в. д. / 20,03° ю. ш. 172,04° в. д. | 25,7        |
| L        | 20°58′ ю. ш. 171°27′ в. д. / 20,96° ю. ш. 171,45° в. д. | 37,2        |
| P        | 23°25′ ю. ш. 169°11′ в. д. / 23,41° ю. ш. 169,18° в. д. | 22,7        |
| R        | 21°35′ ю. ш. 167°08′ в. д. / 21,59° ю. ш. 167,13° в. д. | 22,1        |

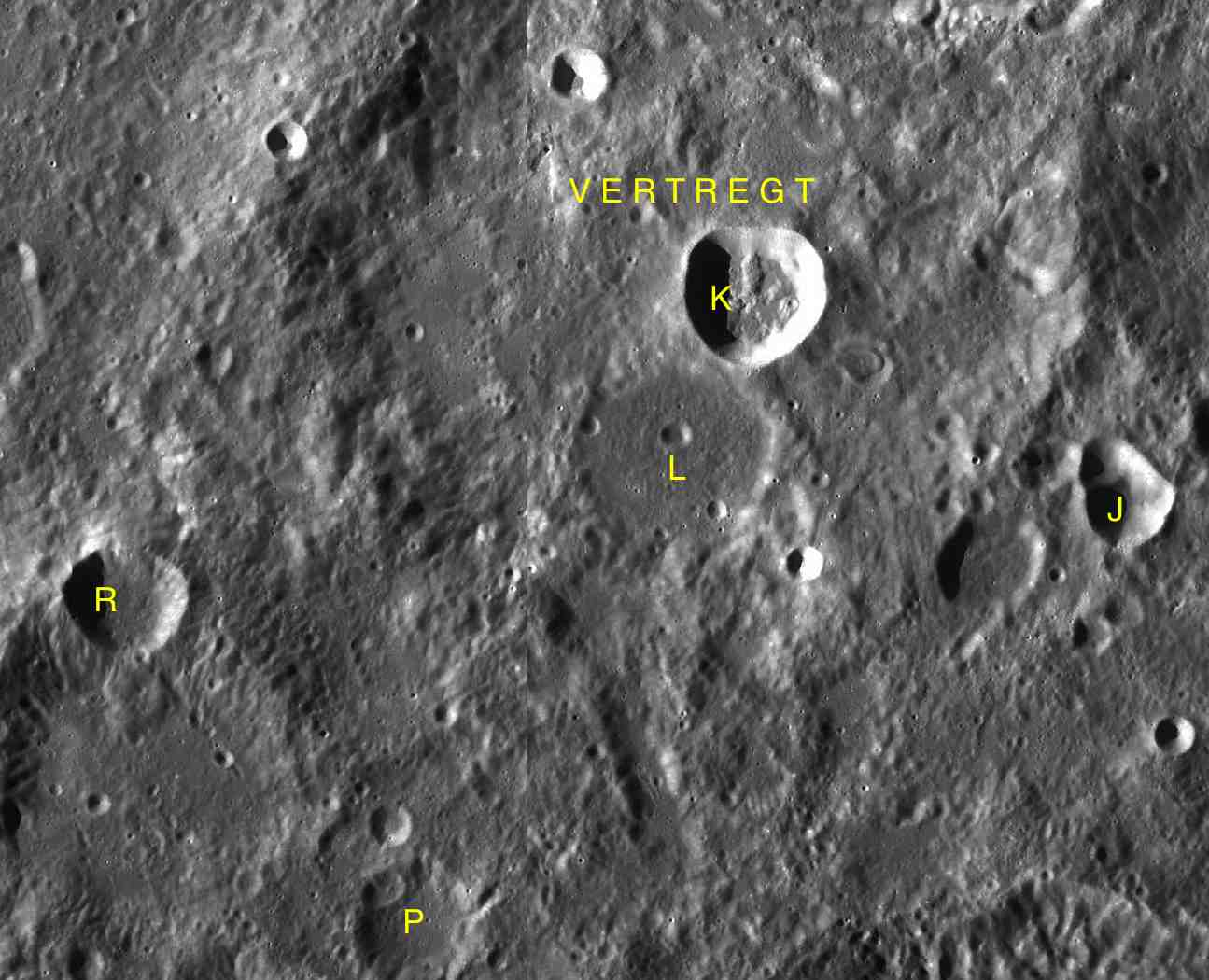
Фрагменты карт LAC-103, LAC-104.

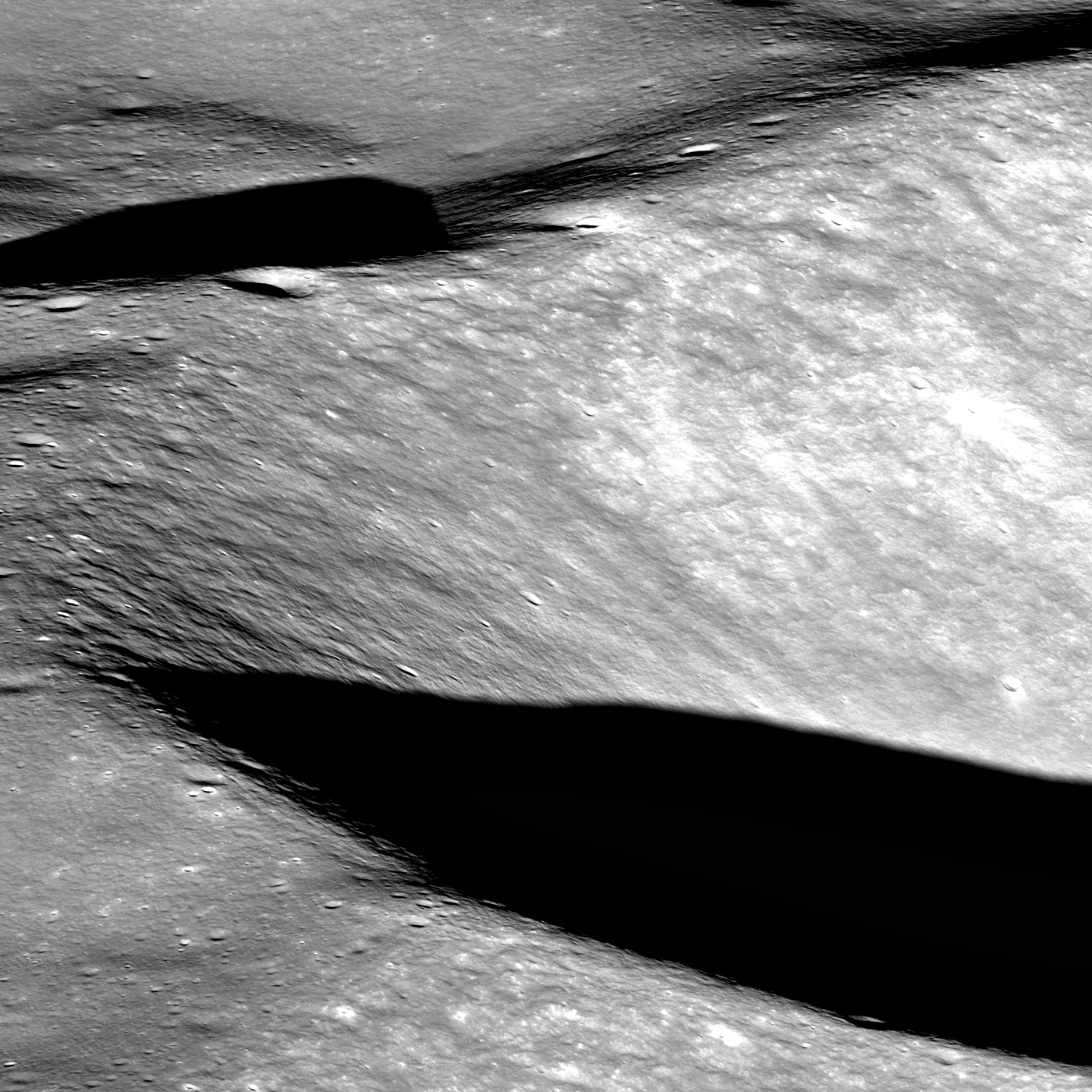
Северный склон сателлитного кратера Вертрегт J. Снимок Lunar Reconnaissance Orbiter.

- Образование сателлитного кратера Вертрегт L относится к нектарскому периоду[1].